# Óengus II dei Pitti
Óengus mac Fergusa, Onuist, Hungus o Angus (fl. IX secolo), è stato re dei Pitti dall'820 all'834.
La tradizione lo associa col culto di Sant'Andrea e con la bandiera della Scozia. La sua famiglia discenderebbe da re Óengus mac Fergusa, che era probabilmente originaria di Circinn (da alcuni studi collocata nella regione storica di Mearns). Óengus, insieme al fratello, figlio di Eogán e nipote di Domnall, viene incluso nei Duan Albanach. Si pensa che il nipote di Óengus, Domnall, regnasse sulla Dál Riata proprio in questo stesso periodo (ca. 811–835) Óengus morì nell'834 e questo è l'unico evento del suo regno ricordato dalle fonti annalistiche irlandesi, insieme al fatto che a lui succedette il nipote Drest mac Caustantín. Il figlio di Óengus, Eogán, salì in seguito sul trono e fu ucciso in battaglia dai Vichinghi insieme al fratello nell'839.